# Ferrari 375 F1
Ferrari 275 F1, oziroma nadgrajeni različici Ferrari 340 F1 in Ferrari 375 F1. so Ferrarijevi dirkalniki Formule 1, ki so bili v uporabi v sezonah 1950 in 1951 in so dosegli tri prvenstvene zmage na dirkah Formule 1. V sezoni 1951 sta Alberto Ascari in José Froilán González zasedla drugo in tretje mesto v dirkaškem prvenstvu. 
Ferrari 275 F1 je doživel premiero 18. junija 1950 na Veliki nagradi Belgije, kjer je Alberto Ascari osvojil le peto mesto, zato so že takoj začeli snovati njegovega naslednika .Imel 3.3 L atmosferski motor. Z dvema ventiloma na cilinder je proizvajal 300 KM (224 kW) pri 7200 vrtljajih na minuto. 
340 F1 je debitiral 30. julija 1950 na Grand Prix des Nations 1950, kjer je Ascari sicer lahko sledil Juanu Manuelu Fangiu z Alfo Romeo, toda zaradi težav z motorjem je odstopil .Imel izboljšan atmosferski 4.1 L motor, ki je lahko proizvajal 335 KM (250 kW) in štiri stopenjski menjalnik. Medosno razdaljo so podaljšali za 2420 mm, ostale mere pa so ostale enake. 
375 F1 je debitiral 3. septembra 1950 na domači Veliki nagradi Italije, kjer je Ascari osvojil drugo mesto. Imel je še izboljšan 4.5 L atmosferski motor. S serijo izboljšav v sezoni 1951 so končno uspeli premagati Alfo Romeo in zmagali na Veliki nagradi Velike Britanije, nato pa še na Velikih nagradah Nemčije in Italije, kar pa vseeno ni bilo dovolj na naslov prvaka Ascarija ali Gonzáleza.